# Программные статьи Владимира Путина

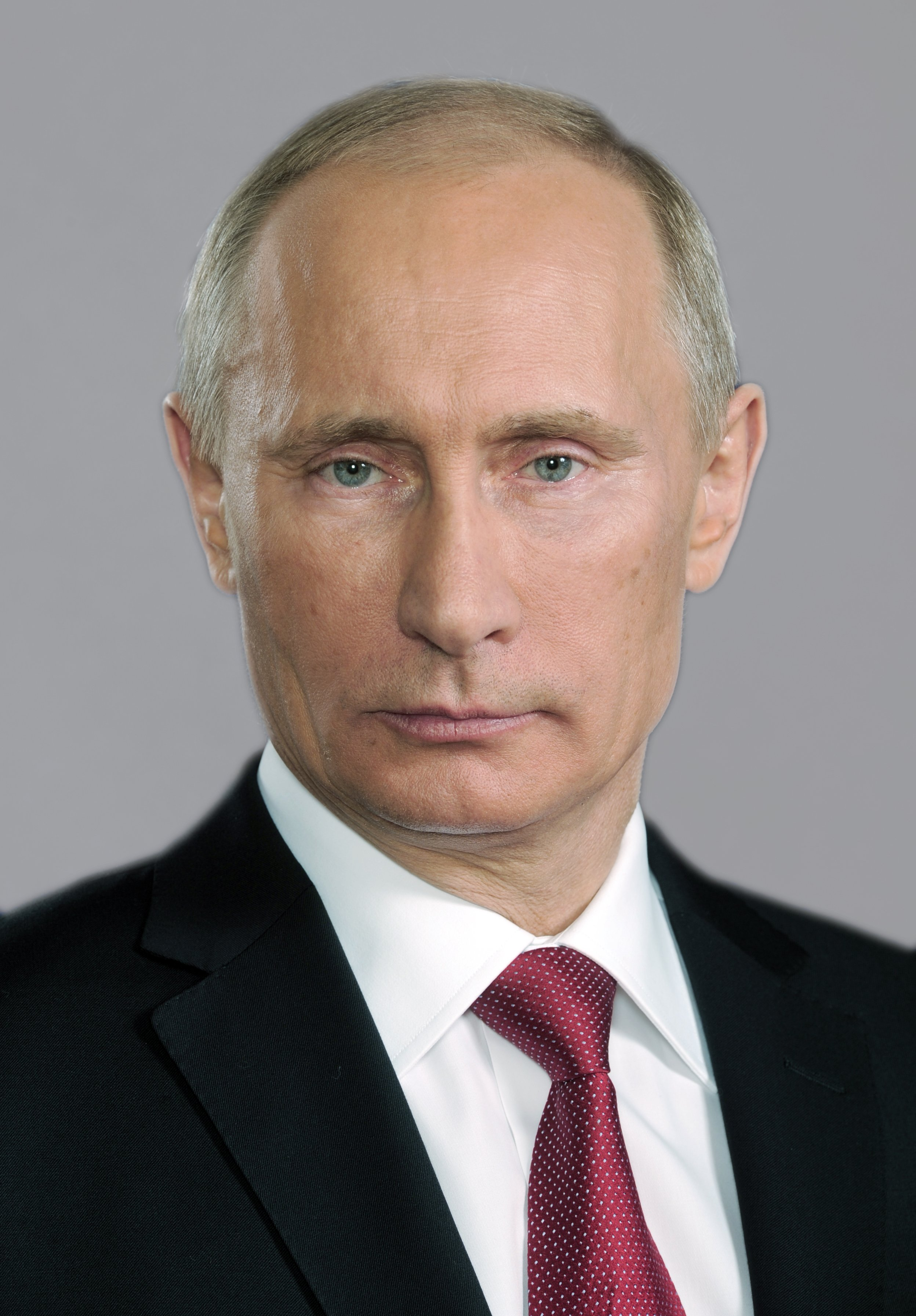
Владимир Путин

Программные статьи Владимира Путина — серия статей кандидата в президенты Российской Федерации Владимира Путина, вышедших в свет в ряде СМИ перед президентскими выборами в 2012 году и вызвавших широкий общественный резонанс.

## Список статей
1. «Россия сосредотачивается — вызовы, на которые мы должны ответить» (Известия, 16.01.2012)
2. «Россия: национальный вопрос» (Независимая газета, 23.01.2012)
3. «О наших экономических задачах» (Ведомости, 30.01.2012)
4. «Демократия и качество государства» (Коммерсантъ, 06.02.2012)
5. «Строительство справедливости. Социальная политика для России» (Комсомольская правда, 13.02.2012)
6. «Быть сильными: гарантии национальной безопасности для России» (Российская газета, 20.02.2012)
7. «Россия и меняющийся мир Архивная копия от 10 марта 2012 на Wayback Machine» (Московские новости, 27.02.2012)